# ヴィクトワール広島
ヴィクトワール広島（ヴィクトワールひろしま、仏: Victoire Hiroshima）とは、日本のロードレース (自転車競技)チーム。

## 概要
2014年12月創設。運営会社は2016年に設立。2015年シーズンからJプロツアーに参入、2020年UCIコンチネンタルチーム登録。2021年シーズンからJCL（ジャパンサイクルリーグ）に参入。
チーム名のヴィクトワール(VICTOIRE)は、フランス語での”勝利”を意味する。チームカラーはオレンジ（モミジ色）。マスコットキャラクターはもみたまボーイ。
チームの拠点は広島県で、近畿以西としては初のJPT参加チーム。若手育成を掲げ、トライアウトなどを行い若手の発掘も行なっている。地域密着型チームを目指し、幼稚園から高校生までの子どもを対象に無償で自転車安全教室を開催し子供達に自転車の安全について伝えている。他にも広島西警察署と連携し1日警察署長を行なったりと交通安全の啓発に力を入れている。2022年トップス広島加盟。
2024年現在、地元広島の企業を中心とした170社以上がスポンサーをしている。
チームカーは広島トヨタより無償貸与のトヨタ・カローラツーリングとトヨタ・ハイエースである。

## 歴史

### 2014年
伊藤翔吾と中山卓士を中心に、同年シーズンにJPTに参加した中国地方出身の登録選手を集め、同年12月創設した。代表には伊藤が、ゼネラルマネジャーに中山が就任している。

### 2015年
創設早々、2015年シーズンからのJPT参加が認められた。これは選手の大半が2014年シーズンJPTに参加していたことを評価されたことに加え、兵庫県以西にJPT参加チームがなかったため。また、初年度においては、選手たちは他の仕事をしながらの参戦、いわゆるセミプロフェッショナルでの参入となった。

### 2016年
- 2016年シーズンから運営を株式会社化し、外国人選手を補強している[1]。

### 2017年
- 人数を減らして若手育成を掲げ経験豊富なベテランの補強[5]し、これが功を奏しチームとして成長したシーズンとなった[6]。

### 2018年
- TOP-P登録となった2018年ツアーランキング8位[7]。

### 2019年
- 群馬CSC戦day1で谷順成がチームにとって初優勝を飾り、最終的にツアーランキング5位で終えた[8]。

### 2020年
- UCIコンチネンタルチーム登録する[8]。

### 2021年
- 2021年は、新たに発足されるJCL（ジャパンサイクルリーグ）に参戦[9]。
- 2021年の自転車はBOMAである。
- 7月にはコロナ禍ではあったが有観客で広島市西区にある商工センター周辺で「広島トヨタ広島クリテリウム」を開催し大いに盛り上がった。
- 「広島トヨタ広島クリテリウム」では桂慶浩選手が自身初のシングルリザルトを獲得した。
- 10月「三菱地所おおいたアーバンクラシック」阿曽圭佑が5位入賞しUCIポイントを獲得。
- 11月「大田原ロードレース」阿曽圭佑優勝[10]。阿曽圭佑選手自身初の優勝であった。
- チームは最終的にJCLチームランキングを4位で終えた。チーム所属の阿曽圭佑は個人ランキング3位であった。

### 2022年
- UCIコンチネンタル再登録[11]。
- 2022年の自転車はBMCである。
- 国際レースでも圧倒的な実力を見せてきたライアン・カバナ。那須ブラーゼンから柴田雅之。湯浅博貴、園田大智、武智光、久保田悠介。林伶音。広島競輪から吉本哲郎と8名の選手が新たに加入。継続の阿曽圭佑、中村圭佑と合わせ10人で戦っていく[12]。
- 1月16日「VICTOIRE CYCLE CUP[13]」開催予定であったが開催地であった沼田自動車学校の職員から新型コロナウイルス陽性者が出たことで、沼田自動車側から中止の要請を受け延期となった。

### 2023年
- シーズン末をもって、阿曽圭佑、カーター・ベトルス、林怜音、平井杏周が退団[14]。

### 2024年
- 小野寺玲、セサル・サナブリア、山口健士郎が加入し選手11名体制となったが[15]、セサル・サナブリアが2月で退団した[16]。
- 9月25日 今シーズン末をもって宮﨑健太が引退すると発表[17]。11月に2025年シーズンは運営会社に所属し広報兼アンバサダー就任を公表[18]
- 10月9日 中山卓士監督兼GMが今シーズンをもって監督を退任し、2025年シーズンよりGM業に専念することをチームより公表[19]。同日、体調不良が続いていてた小野寺玲が精密検査の結果再生不良性貧血であることが判明し治療開始のため今シーズンのレース出場が絶望的になったと本人のSNSにて公表[20]。

### 2025年
- 孫崎大樹、Elliot SCHULTZ（エリオット シュルツ）、永井健太が新規加入、2020年シーズンまで4年間在籍していた白川幸希が再加入し選手11名。監督は宇都宮ブリッツェンから西村大輝が移籍し就任。主将には前シーズンに引き続いて柴⽥雅之が就任[21]。

## 所属
2024年1月現在
- GM 中山卓士
- 監督 西村大輝
- アンバサダー 藤川淳
- メカニック　竹内良太

| 選手名                   | 国籍           | 生年月日               | 前年所属チーム                    |
| ------------------------ | -------------- | ---------------------- | --------------------------------- |
| 孫崎大輝                 | 日本           | 1996年7月18日（28歳）  | KINAN Racing Team                 |
| ベンジャミン・ダイボール | オーストラリア | 1989年4月20日（33歳）  | 継続                              |
| エリオット・シュルツ     | オーストラリア | 2000年8月5日（24歳）   | TeamBridgeLane                    |
| レオネル・キンテロ       | ベネズエラ     | 1997年3月13日（27歳）  | 継続                              |
| 柴田雅之                 | 日本           | 1994年11月3日（30歳）  | 継続                              |
| 久保田悠介               | 日本           | 1997年2月28日（28歳）  | 継続                              |
| 白川幸希                 | 日本           | 1997年5月15日（27歳）  | KINAN Racing Team                 |
| 中村圭佑                 | 日本           | 1998年9月25日（26歳）  | 継続                              |
| 永井健太                 | 日本           | 2003年11月26日（21歳） | 7eleven cliqq roadbike Philippine |
| 吉本哲郎                 | 日本           | 1979年9月19日（45歳）  | 継続                              |
| 中田拓也                 | 日本           | 1996年6月3日（28歳）   | 継続                              |

### 過去に所属した主な選手
- 河賀雄大
- 谷順成
- 小嶋渓円
- 桂慶浩
- 内田宇海
- 渡邊諒馬
- 西田優大
- 杉山文崇

## 参考資料
- ヴィクトワール広島のプロフィール - ProCyclingStats
- ヴィクトワール広島 - Jプロツアー